# Grand Prix automobile de Hongrie 2009
GP précédent GP suivant
Le Grand Prix automobile de Hongrie 2009 (Formula 1 ING Magyar Nagydíj 2009), disputé sur le Hungaroring le 26 juillet 2009, est la 813e épreuve du championnat du monde de Formule 1 courue depuis 1950 et la dixième manche du championnat 2009.

## Essais libres

### Vendredi matin
| Pos | Pilote            | Voiture          | Chrono         | Écart   |
| --- | ----------------- | ---------------- | -------------- | ------- |
| 1   | Heikki Kovalainen | McLaren-Mercedes | 1 min 22 s 278 |         |
| 2   | Nico Rosberg      | Williams-Toyota  | 1 min 22 s 337 | 0 s 059 |
| 3   | Lewis Hamilton    | McLaren-Mercedes | 1 min 22 s 554 | 0 s 276 |
| 4   | Mark Webber       | Red Bull-Renault | 1 min 22 s 615 | 0 s 337 |
| 5   | Kazuki Nakajima   | Williams-Toyota  | 1 min 22 s 619 | 0 s 341 |
| 6   | Jarno Trulli      | Toyota           | 1 min 22 s 705 | 0 s 427 |

### Vendredi après-midi
| Pos | Pilote            | Voiture          | Chrono         | Écart   |
| --- | ----------------- | ---------------- | -------------- | ------- |
| 1   | Lewis Hamilton    | McLaren-Mercedes | 1 min 22 s 079 |         |
| 2   | Heikki Kovalainen | McLaren-Mercedes | 1 min 22 s 126 | 0 s 047 |
| 3   | Nico Rosberg      | Williams-Toyota  | 1 min 22 s 154 | 0 s 075 |
| 4   | Mark Webber       | Red Bull-Renault | 1 min 22 s 369 | 0 s 290 |
| 5   | Kazuki Nakajima   | Williams-Toyota  | 1 min 22 s 426 | 0 s 347 |
| 6   | Sebastian Vettel  | Red Bull-Renault | 1 min 22 s 550 | 0 s 471 |

### Samedi matin
| Pos | Pilote            | Voiture            | Chrono         | Écart   |
| --- | ----------------- | ------------------ | -------------- | ------- |
| 1   | Lewis Hamilton    | McLaren-Mercedes   | 1 min 21 s 009 |         |
| 2   | Nick Heidfeld     | BMW Sauber         | 1 min 21 s 408 | 0 s 399 |
| 3   | Nico Rosberg      | Williams-Toyota    | 1 min 21 s 509 | 0 s 500 |
| 4   | Heikki Kovalainen | McLaren-Mercedes   | 1 min 21 s 655 | 0 s 646 |
| 5   | Sébastien Buemi   | Toro Rosso-Ferrari | 1 min 21 s 800 | 0 s 791 |
| 6   | Timo Glock        | Toyota             | 1 min 21 s 849 | 0 s 840 |

## Grille de départ
| Pos | Pilote                | Écurie               | Qualifications 1 | Qualifications 2 | Qualifications 3 | Poids des monoplaces |
| --- | --------------------- | -------------------- | ---------------- | ---------------- | ---------------- | -------------------- |
| 1   | Fernando Alonso       | Renault              | 1 min 21 s 313   | 1 min 20 s 826   | 1 min 21 s 569   | 637,5 kg             |
| 2   | Sebastian Vettel      | Red Bull-Renault     | 1 min 21 s 178   | 1 min 20 s 604   | 1 min 21 s 607   | 655,0 kg             |
| 3   | Mark Webber           | Red Bull-Renault     | 1 min 20 s 964   | 1 min 20 s 358   | 1 min 21 s 741   | 652,0 kg             |
| 4   | Lewis HamiltonSREC    | McLaren-Mercedes     | 1 min 20 s 842   | 1 min 20 s 465   | 1 min 21 s 839   | 650,5 kg             |
| 5   | Nico Rosberg          | Williams-Toyota      | 1 min 20 s 793   | 1 min 20 s 862   | 1 min 21 s 890   | 654,0 kg             |
| 6   | Heikki KovalainenSREC | McLaren-Mercedes     | 1 min 21 s 659   | 1 min 20 s 807   | 1 min 22 s 095   | 655,0 kg             |
| 7   | Kimi RäikkönenSREC    | Ferrari              | 1 min 21 s 500   | 1 min 20 s 647   | 1 min 22 s 468   | 651,5 kg             |
| 8   | Jenson Button         | Brawn-Mercedes       | 1 min 21 s 471   | 1 min 20 s 707   | 1 min 22 s 511   | 664,5 kg             |
| 9   | Kazuki Nakajima       | Williams-Toyota      | 1 min 21 s 407   | 1 min 20 s 570   | 1 min 22 s 835   | 658,0 kg             |
| 10  | Felipe MassaSREC      | Ferrari              | 1 min 21 s 420   | 1 min 20 s 823   | Pas de temps     |                      |
| 11  | Sébastien Buemi       | Toro Rosso-Ferrari   | 1 min 21 s 571   | 1 min 21 s 002   |                  | 671,5 kg             |
| 12  | Jarno Trulli          | Toyota               | 1 min 21 s 416   | 1 min 21 s 082   |                  | 671,3 kg             |
| 13  | Rubens Barrichello    | Brawn-Mercedes       | 1 min 21 s 558   | 1 min 21 s 222   |                  | 689,0 kg             |
| 14  | Timo Glock            | Toyota               | 1 min 21 s 584   | 1 min 21 s 242   |                  | 679,2 kg             |
| 15  | Nelsinho Piquet       | Renault              | 1 min 21 s 278   | 1 min 21 s 389   |                  | 667,7 kg             |
| 16  | Nick Heidfeld         | BMW Sauber           | 1 min 21 s 738   |                  |                  | 658,0 kg             |
| 17  | Giancarlo Fisichella  | Force India-Mercedes | 1 min 21 s 807   |                  |                  | 680,5 kg             |
| 18  | Adrian Sutil          | Force India-Mercedes | 1 min 21 s 868   |                  |                  | 683,5 kg             |
| 19  | Robert Kubica         | BMW Sauber           | 1 min 21 s 901   |                  |                  | 666,0 kg             |
| 20  | Jaime Alguersuari     | Toro Rosso-Ferrari   | 1 min 22 s 359   |                  |                  | 675,5 kg             |

Notes : 
- Les pilotes prenant part aux essais avec le SREC sont signalés par la mention SREC.
- Felipe Massa a été sévèrement blessé lors de la séance Q2 des qualifications et n'a pas pris part à la super-pole. Le pilote brésilien ne pouvant pas participer au Grand Prix, tous les pilotes classés derrière lui ont avancé d'une place sur la grille qui ne comportait que 19 partants.

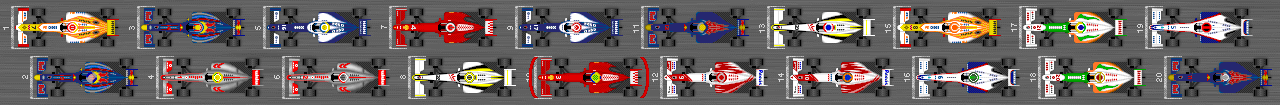
La grille de départ du Grand Prix.

## Course

### Déroulement de l'épreuve

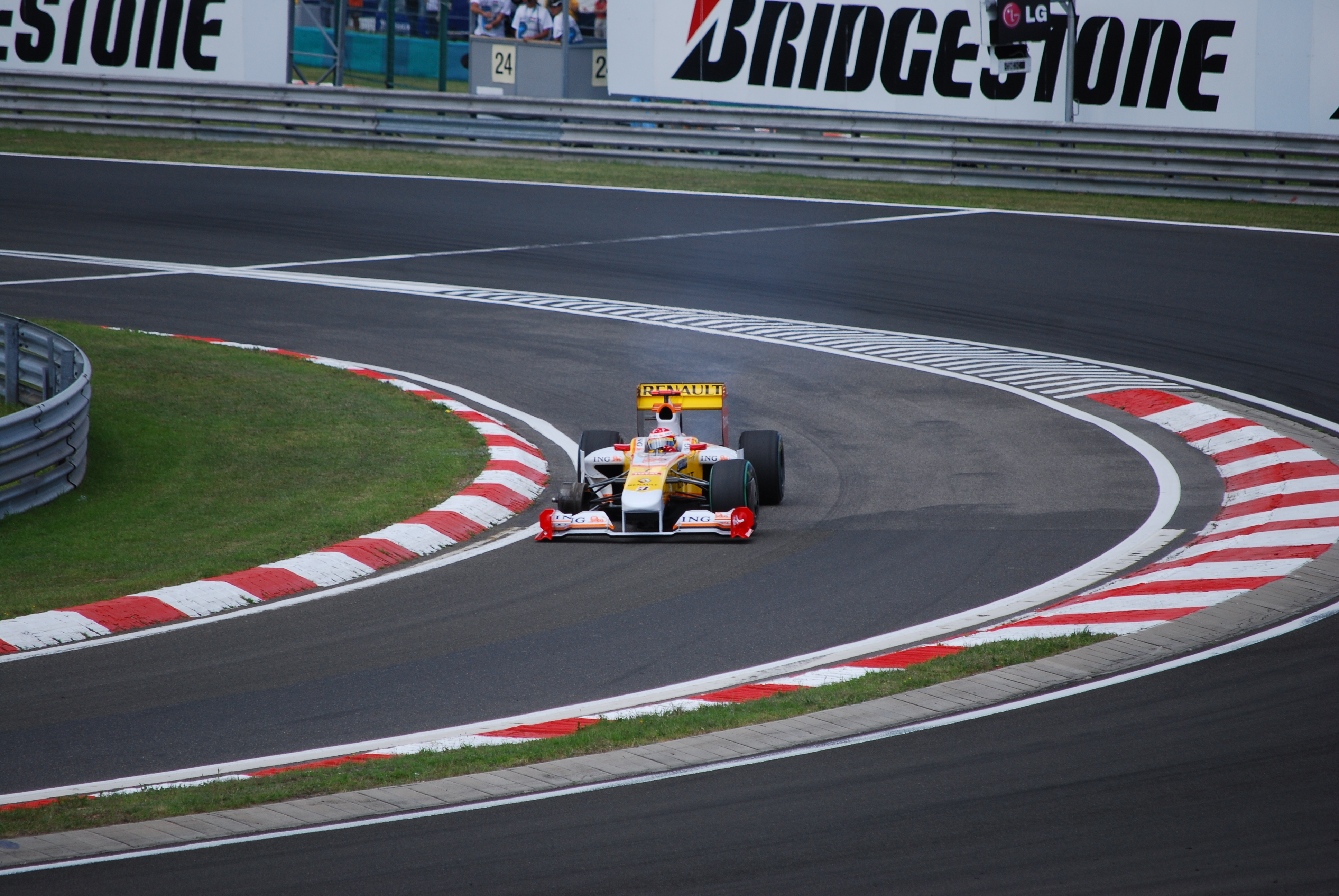
Fernando Alonso sur trois roues avant d'abandonner

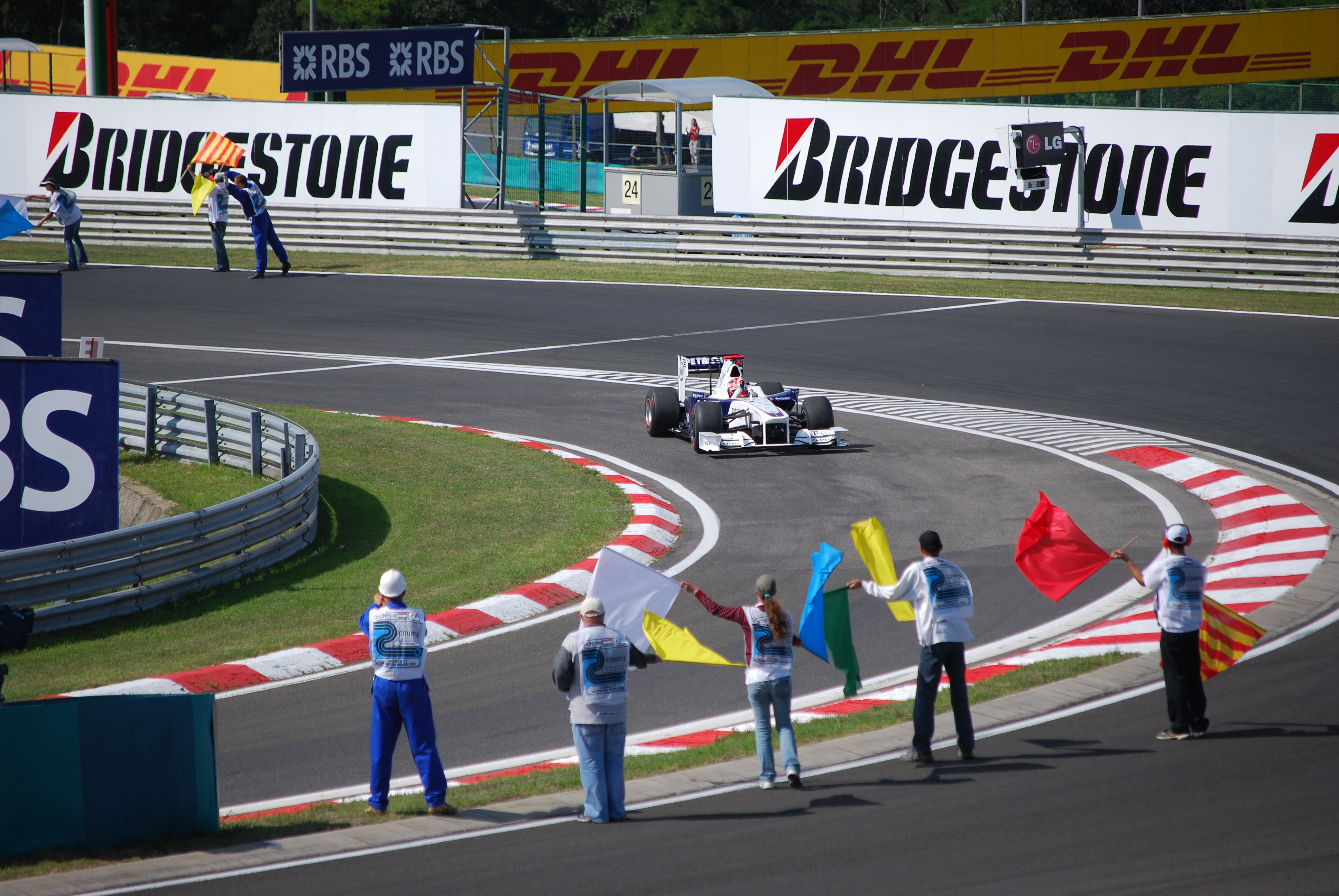
Robert Kubica ne se classe que treizième de l'épreuve

Le Grand Prix se déroule sous un ciel légèrement nuageux avec des températures supérieures à 25 °C dans l'air et 43 °C sur la piste. Le vent souffle assez fort, à plus de 8 mètres par seconde. Seules 19 monoplaces sont présentes sur la grille à la suite de l'accident de Felipe Massa lors des essais qualificatifs. En dernière position, Jaime Alguersuari, remplaçant de Sébastien Bourdais, devient le plus jeune à prendre le départ d’un Grand Prix. 
À l’extinction des feux, Fernando Alonso, en pole position, file en tête vers le premier virage, immédiatement pris en chasse par Mark Webber. Grâce à une parfaite utilisation de son SREC, Lewis Hamilton bondit à l’avant du peloton. Kimi Räikkönen, qui dispose du même système, tente de grignoter des places et s’impose de manière musclée sur Sebastian Vettel après avoir frôlé Hamilton. Ces manœuvres ont entraîné une enquête des commissaires.
Alonso boucle le premier tour en tête devant Webber, Hamilton, Räikkönen, Nico Rosberg, Heikki Kovalainen, Vettel, Jenson Button, Kazuki Nakajima et Jarno Trulli. En fond de peloton, Adrian Sutil abandonne sur problème mécanique. Après 5 tours, Alonso profite du duel opposant Webber à Hamilton pour creuser un écart de plus de 3 secondes. Hamilton trouve alors un moyen de dépasser Webber et se lance à la poursuite d'Alonso. 
Au 10e tour, Alonso voit la menace Hamilton se préciser : il regagne alors son stand au 12e tour et en ressort à la dixième place. Malheureusement pour lui, un problème de fixation de l’écrou de sa roue avant droite l’oblige à finir son tour sur trois roues et à regagner les stands. Il abandonnera quelques tours plus tard. 
Lewis Hamilton hérite donc de la première place et, après quinze tours, devance Webber de 4 secondes, Räikkönen de 5 s, Rosberg de 8 s, Kovalainen de 15 s, Vettel de 16 s, Button de 20 s, et Nakajima de 21 s. Webber et Räikkönen stoppent de conserve au 19e tour et le pilote finlandais ressort devant Webber retardé par un problème lors de son ravitaillement. Webber perd rapidement une nouvelle place face à Timo Glock. 
Hamilton récupère les commandes de la course après les ravitaillements de Kovalainen et Vettel. En délicatesse avec le comportement de sa Red Bull, Vettel, alors 8e, cède devant Rubens Barrichello au 25e tour puis regagne son garage pour changer le museau de sa RB5 avant de se résoudre à l’abandon un peu plus tard. 
Au 30e passage, Hamilton tient toujours les rènes de l’épreuve devant Räikkönen à 6 secondes, Glock à 8 s, Webber à 14 s, Kovalainen à 16 s, Rosberg à 19 s, Barrichello à 26 s, Trulli à 33 s et Button à 37 secondes.
À la mi-course, Webber en difficulté avec ses pneus, voit Kovalainen et Rosberg revenir sur lui. Devant, Hamilton compte toujours un peu plus de 6 secondes d’avance sur Räikkönen. La deuxième vague de ravitaillement débute peu avant le 45e tour. Räikkönen, très lent à ressortir, perd un peu plus de temps après une dérobade de sa Ferrari dans le deuxième virage. 
Hamilton parvient à conserver la tête de la course après son second arrêt et est poursuivi par Webber et Rosberg, puis par Räikkönen, talonné par Glock, une fois repassés par leurs stands. Glock effectue un « splash and dash » à dix tours de l’arrivée, qui permet à Webber de hisser sa Red Bull en 3e position. 
Lewis Hamilton décroche sa 10e victoire en Grand Prix, sa première depuis le Grand Prix de Chine en 2008. Räikkönen décroche la deuxième place devant Webber qui fait une bonne opération au classement des pilotes. Les 6 points engrangés par l’Australien lui permettent de prendre l’avantage sur Vettel dans la course au titre et de revenir à 18,5 points de Jenson Button qui ne termine que septième de la course. Rosberg se classe quatrième devant Kovalainen, Button, Glock et Trulli.

### Classement de la course
| Pos | No | Pilote                | Écurie               | Tours | Temps/Abandon                      | Grille | Points |
| --- | -- | --------------------- | -------------------- | ----- | ---------------------------------- | ------ | ------ |
| 1   | 1  | Lewis HamiltonSREC    | McLaren-Mercedes     | 70    | 1 h 38 min 23 s 876 (186,973 km/h) | 4      | 10     |
| 2   | 4  | Kimi RäikkönenSREC    | Ferrari              | 70    | + 11 s 529                         | 7      | 8      |
| 3   | 14 | Mark Webber           | Red Bull-Renault     | 70    | + 16 s 886                         | 3      | 6      |
| 4   | 16 | Nico Rosberg          | Williams-Toyota      | 70    | + 26 s 967                         | 5      | 5      |
| 5   | 2  | Heikki KovalainenSREC | McLaren-Mercedes     | 70    | + 34 s 392                         | 6      | 4      |
| 6   | 10 | Timo Glock            | Toyota               | 70    | + 35 s 237                         | 13     | 3      |
| 7   | 22 | Jenson Button         | Brawn-Mercedes       | 70    | + 55 s 088                         | 8      | 2      |
| 8   | 9  | Jarno Trulli          | Toyota               | 70    | + 1 min 08 s 172                   | 11     | 1      |
| 9   | 17 | Kazuki Nakajima       | Williams-Toyota      | 70    | + 1 min 08 s 774                   | 9      |        |
| 10  | 23 | Rubens Barrichello    | Brawn-Mercedes       | 70    | + 1 min 09 s 256                   | 12     |        |
| 11  | 6  | Nick Heidfeld         | BMW Sauber           | 70    | + 1 min 10 s 612                   | 15     |        |
| 12  | 8  | Nelsinho Piquet       | Renault              | 70    | + 1 min 11 s 512                   | 14     |        |
| 13  | 5  | Robert Kubica         | BMW Sauber           | 70    | + 1 min 14 s 046                   | 18     |        |
| 14  | 21 | Giancarlo Fisichella  | Force India-Mercedes | 69    | + 1 tour                           | 16     |        |
| 15  | 11 | Jaime Alguersuari     | Toro Rosso-Ferrari   | 69    | + 1 tour                           | 19     |        |
| 16  | 12 | Sébastien Buemi       | Toro Rosso-Ferrari   | 69    | + 1 tour                           | 10     |        |
| Abd | 15 | Sebastian Vettel      | Red Bull-Renault     | 29    | Suspension                         | 2      |        |
| Abd | 7  | Fernando Alonso       | Renault              | 15    | Écrou de roue                      | 1      |        |
| Abd | 20 | Adrian Sutil          | Force India-Mercedes | 1     | Surchauffe                         | 17     |        |
| Np  | 3  | Felipe MassaSREC      | Ferrari              | 0     | Accident aux essais                | -      |        |

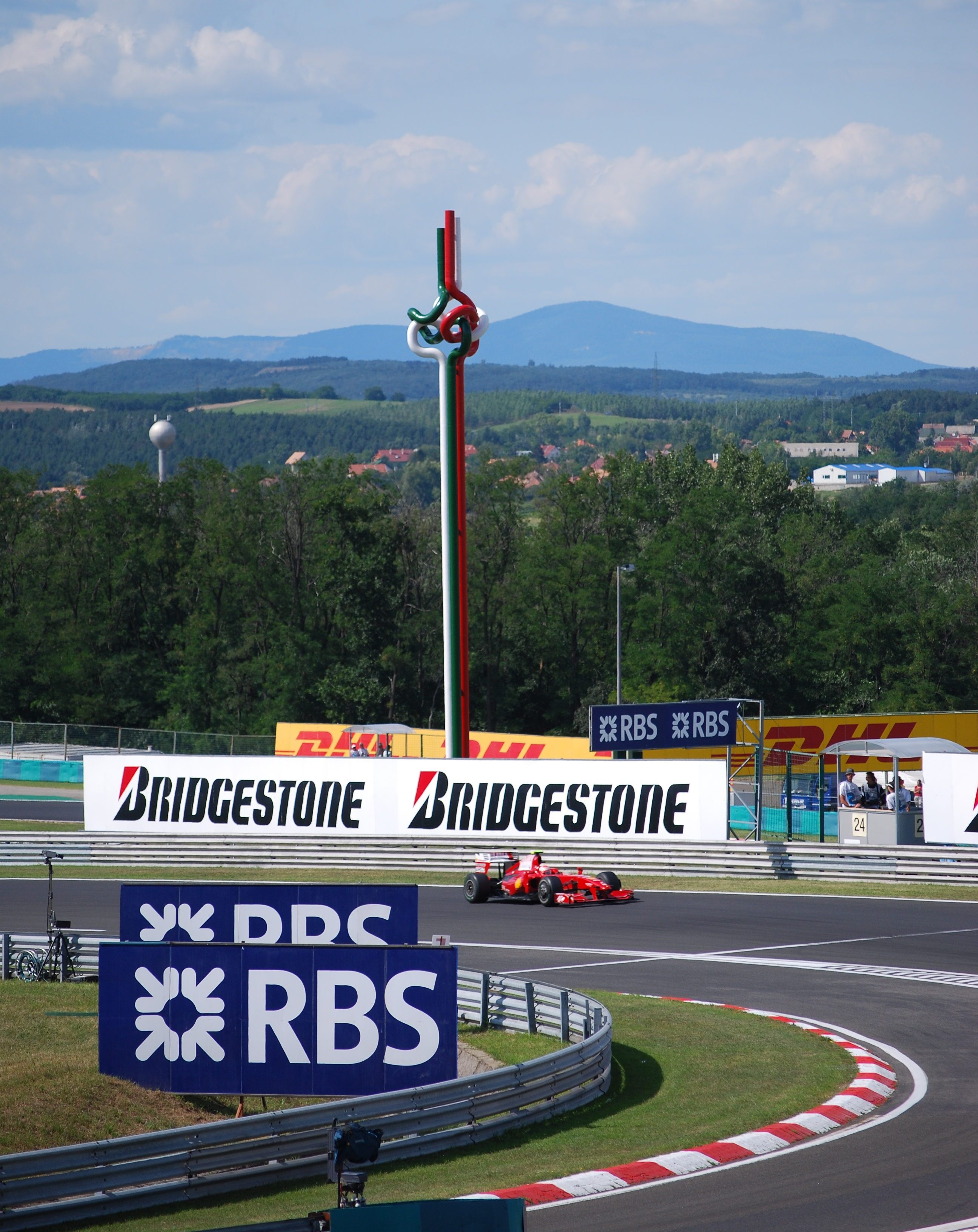
Kimi Räikkönen se classe second de l'épreuve derrière Lewis Hamilton

- Les pilotes prenant part au Grand Prix avec le SREC sont signalés par la mention SREC.

### Pole position et record du tour
- Pole position :  Fernando Alonso (Renault) en 1 min 21 s 569 (193,353 km/h). Le meilleur temps des qualifications a également été réalisé par Mark Webber, lors de la Q2, en 1 min 20 s 358.
- Meilleur tour en course :  Mark Webber (Red Bull-Renault) en 1 min 21 s 931 (192,499 km/h) au soixante-cinquième tour.

### Tours en tête
- Fernando Alonso (Renault) : 11 (1-11)
- Lewis Hamilton (McLaren-Mercedes) : 58 (12-20 / 22-70)
- Heikki Kovalainen (McLaren-Mercedes) : 1 (21)

## Classements généraux à l'issue de la course
| Pos | Pilote             | Écurie             | Points |
| --- | ------------------ | ------------------ | ------ |
| 1   | Jenson Button      | Brawn-Mercedes     | 70     |
| 2   | Mark Webber        | Red Bull-Renault   | 51,5   |
| 3   | Sebastian Vettel   | Red Bull-Renault   | 47     |
| 4   | Rubens Barrichello | Brawn-Mercedes     | 44     |
| 5   | Nico Rosberg       | Williams-Toyota    | 25,5   |
| 6   | Jarno Trulli       | Toyota             | 22,5   |
| 7   | Felipe Massa       | Scuderia Ferrari   | 22     |
| 8   | Lewis Hamilton     | McLaren-Mercedes   | 19     |
| 9   | Kimi Räikkönen     | Ferrari            | 18     |
| 10  | Timo Glock         | Toyota             | 16     |
| 11  | Fernando Alonso    | Renault            | 13     |
| 12  | Heikki Kovalainen  | McLaren-Mercedes   | 9      |
| 13  | Nick Heidfeld      | BMW Sauber         | 6      |
| 14  | Sébastien Buemi    | Toro Rosso-Ferrari | 3      |
| 15  | Robert Kubica      | BMW Sauber         | 2      |
| 16  | Sébastien Bourdais | Toro Rosso-Ferrari | 2      |

| Pos | Écurie             | Points |
| --- | ------------------ | ------ |
| 1   | Brawn-Mercedes     | 114    |
| 2   | Red Bull-Renault   | 98,5   |
| 3   | Ferrari            | 40     |
| 4   | Toyota             | 38,5   |
| 5   | McLaren-Mercedes   | 28     |
| 6   | Williams-Toyota    | 25,5   |
| 7   | Renault            | 13     |
| 8   | BMW Sauber         | 8      |
| 9   | Toro Rosso-Ferrari | 5      |

## Statistiques
- 18e pole position de sa carrière pour Fernando Alonso.
- 10e victoire de sa carrière pour Lewis Hamilton.
- 163e victoire pour McLaren en tant que constructeur.
- 74e victoire pour Mercedes en tant que motoriste.
- 1re victoire d'une monoplace munie du SREC.
- 1er Grand Prix de sa carrière pour Jaime Alguersuari qui a remplacé Sébastien Bourdais au sein de la Scuderia Toro Rosso.
- 1er meilleur tour en course de sa carrière pour Mark Webber.
- 28e et dernier Grand Prix pour Nelsinho Piquet, limogé par Renault F1 Team.
- Jaime Alguersuari devient, à 19 ans 4 mois et 3 jours, le plus jeune pilote à prendre le départ d'un Grand prix de Formule 1. Il bat le record de précocité de Ricardo Rodriguez qui avait 19 ans 6 mois et 27 jours lors du Grand Prix d'Italie en 1961. Mike Thackwell avait 19 ans 5 mois et 29 jours lors du Grand Prix du Canada en 1980 mais n'avait pas pris part au second départ de la course.
- Heikki Kovalainen, en menant la course pendant 1 tour, passe la barre des 200 km en tête d'un Grand Prix (202 km).
- 38e arrivée consécutive parmi les pilotes classés et 30e arrivée consécutive en recevant le drapeau à damier pour Nick Heidfeld qui établit deux nouveaux records.
- Jenson Button est le seul pilote à avoir inscrit des points à l'occasion de tous les Grands Prix depuis le début de la saison.
- Felipe Massa n'a pas pris le départ de l'épreuve à cause de sa violente sortie de piste lors des qualifications du Grand Prix de Hongrie. Massa a tapé le mur du virage n° 4 à plus de 240 km/h après avoir été frappé de plein fouet par un ressort de la Brawn BGP 001 de Rubens Barrichello sur le haut gauche de son casque. Massa a été héliporté vers l'hôpital AEK de Budapest. Judit Bozia, porte-parole de l'hôpital, a déclaré son état sérieux mais stable alors que le pilote a été placé sous respirateur artificiel. Il souffre d'une coupure au front, d'une lésion sur la partie gauche du crâne et d'une commotion cérébrale.
- La FIA a décidé de suspendre Renault F1 Team pour le Grand Prix d'Europe qui se disputera le 23 août à Valence, considérant que l'écurie n'a pas respecté les règles de sécurité durant la course de Hongrie. La FIA estime que Fernando Alonso a volontairement quitté les stands sans un écrou de sécurité maintenant l'une de ses roues. La FIA reproche également à Renault d'avoir manqué d'informer le pilote de ce problème ou de lui conseiller de prendre une action adéquate au vu des circonstances.
- Jaime Alguersuari portait un casque portant l’inscription « Ciao Henry » en hommage à Henry Surtees (fils de John Surtees), décédé lors d'une course de Formule 2 la semaine précédente. Les deux pilotes s'étaient côtoyés en Championnat de Grande-Bretagne de Formule 3 en 2008.